# Vuonon
De Vuonon, ook wel Vuononoja, is een rivier in het noorden van Zweden, dicht bij de grens met Finland. De rivier komt op ongeveer twee kilometer ten westen langs de stad Haparanda. Gezien de geringe lengte van 16 kilometer is de Vuonon door de Zweedse overheid administratief niet in een eigen stroomgebied ingedeeld, maar wordt in de praktijk soms tot het stroomgebied van de Torne of van de Keräsjoki gerekend.
De rivier stroomt door een lege omgeving richting zuidoosten naar de Botnische Golf, maar komt voordat de Vuonon daarin uitmondt, eerst nog door een waddengebied in de omgeving van Stora Almsten en door een baai, de Vuonoviken. De Vuonon is niet geschikt voor beroepsvaart en is grote delen van het jaar bevroren. Het gehucht Vuono ligt bij de monding van de Vuonon voor het waddengebied.